# 古斯塔夫·克拉伦
古斯塔夫·克拉伦（瑞典語：Gustaf Klarén，1906年3月30日—1984年9月27日），瑞典男子摔跤运动员。他曾代表瑞典参加1932年夏季奥林匹克运动会摔跤比赛，获得男子自由式轻量级铜牌。